# Ніжери
Ніже́ри (рос. Нижеры, чув. Нишер) — присілок у складі Маріїнсько-Посадського району Чувашії, Росія. Входить до складу Аксарінського сільського поселення.
Населення — 61 особа (2010; 71 у 2002).
Національний склад:
- чуваші — 96 %